# Francis Hepburn
Francis Hepburn (19 augustus 1779 – Tunbridge Wells, Verenigd Koninkrijk, 7 juni 1835), ook Francis Ker genoemd, was een Brits majoor-generaal.
Hij was de tweede zoon van kolonel David Hepburn en Bertha Graham. Hij werd op 17 december 1794 benoemd tot kornet van de 3e gardetroepen te voet en werd op 28 april 1798 luitenant en kapitein. Hij diende met zijn regiment in Ierland in 1798 en in Nederland in 1799. Hij was aide de camp onder generaal Wroth Palmer Acland in Colchester en later op Malta en Sicilië, maar werd op weg door Calabrië geveld door koorts en oogontsteking.
Op 23 juli 1807 werd hij benoemd tot kapitein en luitenant-kolonel en in 1809 sloot hij zich aan bij zijn bataljon in Cádiz. Tijdens de Slag van Barossa op 5 maart 1811 werd zijn been verbrijzeld, waarop hij weigerde zijn been te laten amputeren. In de herfst van 1812 was hij voldoende hersteld om zich opnieuw bij zijn bataljon aan te sluiten, hoewel zijn wond nog steeds open was. Hij zou hier dan ook in de daaropvolgende veldtochten nog herhaaldelijk last van blijven houden.
Eind 1813 moest hij naar Engeland terugkeren om vanaf daar een expeditie naar Holland aan te voeren, maar vanwege een ongunstige wind kwam hij pas in Engeland aan nadat zijn regiment al naar Holland was vertrokken. Hij volgde het echter naar de Lage Landen, waar hij het in de winter van 1814-1815 aanvoerde. In april 1815 sloot hij zich aan bij het leger van de hertog van Wellington. Hepburn had ook tijdelijk de leiding over de 2e brigade van gardetroepen tot de komst van Sir John Byng in mei van dat jaar. Hij commandeerde dit bataljon in Quatre Bras en Waterloo. Door miscommunicatie rondom de bezetting van Hougoumont (17 juni 1815) ontving Hepburn nooit de waardering die de collega's van zijn rang wel kregen. Wel werd hij onderscheiden in de Orde van het Bad, de Orde van de Nederlandse Leeuw 4e klasse en de Alexander Nevski-Orde in Rusland.
Hij trouwde in 1821 met Henrietta, dochter van Sir Henry Poole, laatste baronet van Poole Hall, bij wie hij twee zoons en een dochter had.